# 馬の子池
馬の子池（うまのこいけ）は岡山県玉野市滝にあるため池である。堤高11m、堤頂長87m、総貯水量114,000m3。

## 地理
鴨川（児島湖に注ぐ）の支流の源流となっている。玉野市は乾燥して降水量が少ない地域であるため、馬の子池のほかにもたくさんのため池が存在する。

## 周辺
- おもちゃ王国
- 瀬戸大橋カントリークラブ
- 渋川動物公園